# Patrimonium
|  | Denne artikel er oprettet af botten Steenthbot ud fra en ekstern database. Den kan derfor have sproglige fejl eller mangler. Denne skabelon kan fjernes efter kontrol af indholdet. |

Patrimonium er en dansk dokumentarfilm fra 2019 instrueret af Carl Olsson.

## Handling
Patrimonium er en film om den danske landadel, der konstant bevæger sig i grænselandet mellem historie og modernitet. Gennem sceniske tableauer og et skarpt øje for detaljer undersøger filmen denne relation - og dermed tiden selv. Vi iagttager mennesket og dets bestræbelser på at finde sin plads i en verden af tradition og perfektion.

## Medvirkende
- Birgitte Christine Moskova Sehested
- Todd Dorigo
- Adam Carl Moltke-Huitfeldt
- Carl Alexander Magnus Hans-Erich Count von Scheel-Plessen
- Ole G. Nielsen
- Lars Kronshage
- Klaus Hadsbjerg
- Mie Iversen
- Bruno Felletoft
- Jørn Jepsen
- Lise Flindt Hansen
- Camilla Laursen
- Maria Redeker
- Natasja Frederiksen
- Jacob Crüger
- Jørgen Crüger
- Joakim Ås
- Niels Peter Schack-Eyber
- Peter Tygesen
- Pia Fris Laneth
- Palle Nielsen
- Thomas Aaen
- Mikal Herløw
- Carsten Rasmussen